# 名古屋市立神宮寺小学校
名古屋市立神宮寺小学校（なごやしりつ じんぐうじしょうがっこう）は、名古屋市港区神宮寺二丁目にある公立小学校。

## 歴史
1981年（昭和56年）4月に名古屋市立高木小学校より分離独立し、名古屋市立神宮寺小学校として設立された。校名は当地が熱田の神宮寺により開発されたことにより命名された神宮寺新田であったことに由来するという。開校当時には「神宮寺」の地名は使用されていなかったものの、付近に神宮寺の地名を復活させる予定があったことから命名されたとされる。

### 児童数の変遷
『愛知県小中学校誌』（2018年）によると、児童数の変遷は以下の通りである。
| 1981年（昭和56年） | 643人 |  |
| 1987年（昭和62年） | 441人 |  |
| 1997年（平成9年）  | 317人 |  |
| 2007年（平成19年） | 297人 |  |
| 2017年（平成29年） | 233人 |  |

## 通学区域
所管する名古屋市教育委員会は、2018年（平成30年）9月1日現在、港区のうち、惟信町4～6丁目・十一屋町・神宮寺一丁目・甚兵衛通4～5丁目・多加良浦町3～5丁目・西川町4丁目の全域および宝神町（字い・字会所裏・字繰出・字敷地・字西屋敷・字元美・字屋敷の全域および字葭野の一部）・宝神町・神宮寺二丁目・高木町4～5丁目の各一部を通学区域として指定している。
また、卒業後の進学先は名古屋市立宝神中学校となっている。

## 交通アクセス
名古屋市営バス多加良浦停留所が最寄りバス停である。

### WEB
1. 1 2  名古屋市教育委員会事務局総務部企画経理課企画統計係 (2018年9月18日). “港区の小・中学校一覧”.   名古屋市. 2018年11月14日閲覧。
2. ↑  名古屋市教育委員会事務局総務部教育環境計画室計画係 (2018年9月1日). “名古屋市立小・中学校の通学区域一覧（港区）” (PDF).   名古屋市. 2018年11月15日閲覧。
3. ↑  名古屋市教育委員会事務局総務部教育環境計画室計画係 (2018年4月1日). “名古屋市立中学校区一覧（小→中）” (PDF).   名古屋市. 2018年11月14日閲覧。

### 書籍
1. 1 2 3  港区制施行五十周年記念事業実行委員会 1987, p. 403.
2. ↑  六三制教育七十周年記念 愛知県小中学校誌 合同記念誌編集特別委員会 2018, p. 242.